# Pierre-Antoine Bellangé
Pierre-Antoine Bellangé (Parigi, 1757 – 1827) è stato un ebanista, disegnatore, arredatore, fornitore ufficiale del Primo Impero francese e della Restaurazione, francese.

## Biografia
Apparteneva ad una famiglia di ebanisti: sia suo padre, sia suo fratello Louis-François Bellangé (1759-1827) sono stati ebanisti ed anche fornitori di Corte. Suo figlio Alexandre-Louis Bellangé (1799-1863) - che perdette il padre e lo zio nell'arco di pochi mesi - continuò l'attività di famiglia, divenne ebaniste du roi al tempo di Luigi Filippo di Francia e realizzò mobili anche per Napoleone III. La ditta era ancora attiva all'inizio del Novecento.
Pierre-Antoine Bellangé fu nominato maestro ebanista il 24 ottobre 1788 e in quell'epoca creò sedie in mogano per Nicola I Esterházy. I suoi arredi si caratterizzavano per lo stile Impero, ma dopo il 1815 egli aggiornò lo stile, assecondando il gusto dei nuovi sovrani francesi.
Ebbe la nomina di esperto per il Tribunale del Commercio e nel 1811, divenne fornitore imperiale, per gli arredi. Lavorò anche per le Corti di Olanda, di Svezia e di Danimarca, e realizzò mobili per Joséphine de Beauharnais, inserendo decori di api, di rami d'alloro e di aquile romane. Utilizzava di preferenza il legno di mogano, arricchito da elementi di bronzo dorato al mercurio oppure di legno scolpito e dorato. Sedie, poltrone e divani venivano poi ricoperti con tessuti in seta, con ricami a jacquard di medaglioni, di aquile e di altri elementi araldici, preferiti dalla famiglia imperiale francese.
Nel 1817 il presidente degli Stati Uniti d'America James Monroe acquistò un intero salotto per la Casa Bianca, composto da 41 pezzi. Dopo anni di abbandono, quello che restava di questo sontuoso arredo fu ripristinato da Jacqueline Kennedy, nella Bue Room, la sala dove per il Natale c'è l'usanza di decorare l'albero.
Napoleone I gli commissionò arredi per il Castello di Saint-Cloud, per le Tuileries, per la Malmaison e altri mobili Pierre-Antoine Bellangé realizzò per Giuseppe Bonaparte.
Mobili usciti dalla sua bottega si trovano oggi anche al Castello di Windsor e a Buckingham Palace; altri arredi, databili 1810, sono di proprietà della Yuko Nii Foundation e si conservano al Williamsburg Art & Historical Center, a Williamsburg (Brooklyn).
Durante il regno di Luigi XVIII di Francia Pierre-Antoine Bellangé realizzò arredi per il padiglione di Saint-Ouen; sotto il regno di Carlo X di Francia la sua ditta divenne fornitrice della Garde Meuble della Couronne ed egli fu nominato direttore generale degli Arredamenti delle dimore reali francesi. Si firmava: P. BELLANGÉ, stampiglia che usò dopo il 1795, quando furono abolite le corporazioni.

## Galleria d'immagini

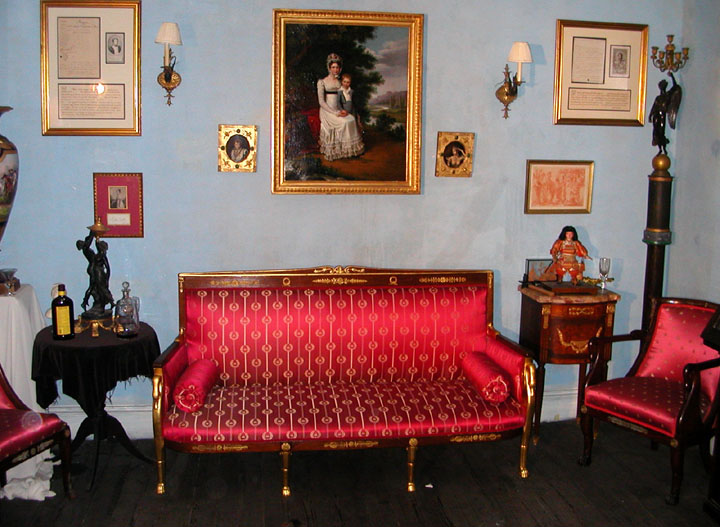
Arredi, Williamsburg Art & Historical Center
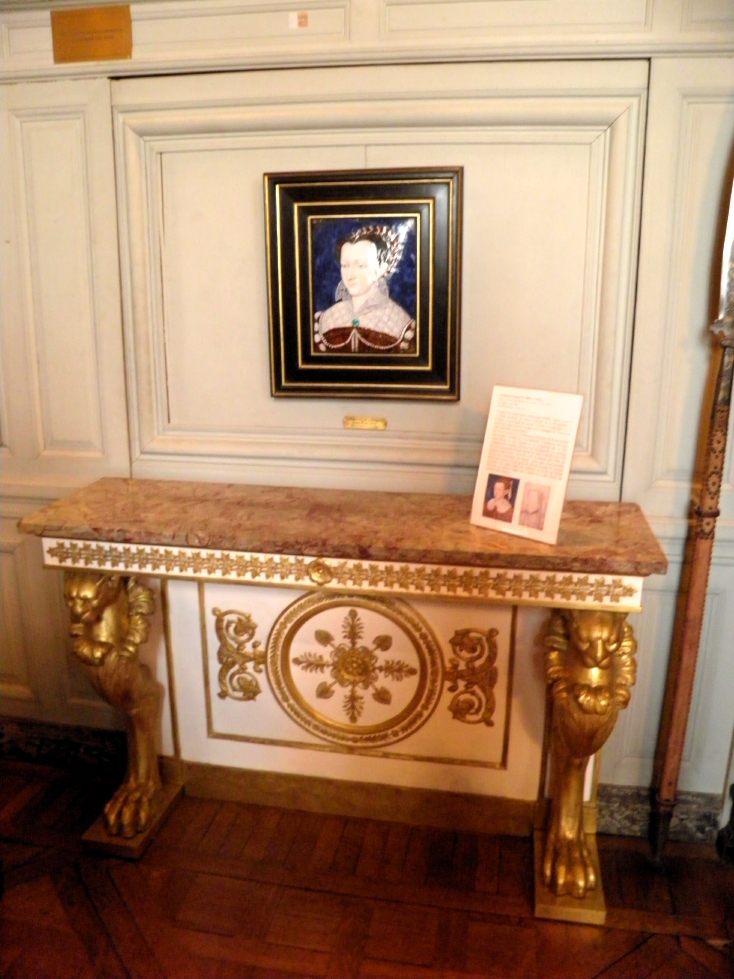
Console attribuita a Pierre-Antoine Bellangé, 1820 circa, Grandi appartamenti, sala della Guardie, Musée Condé, Chantilly
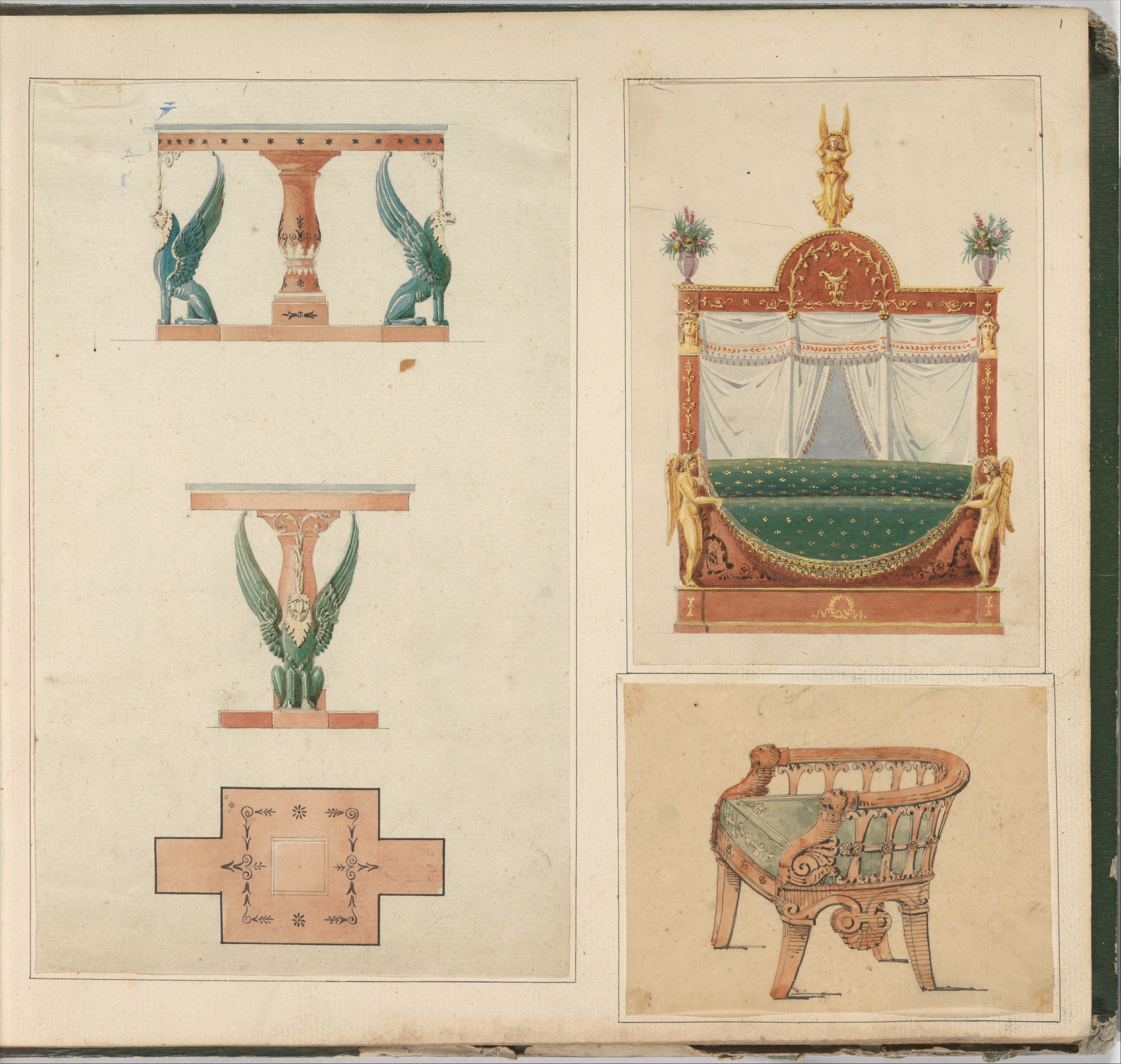
Foglio di album di disegni di mobili e ornamenti architettonici, 1800 circa, penna inchiostro nero grafite e acquarello, Metropolitan Museum
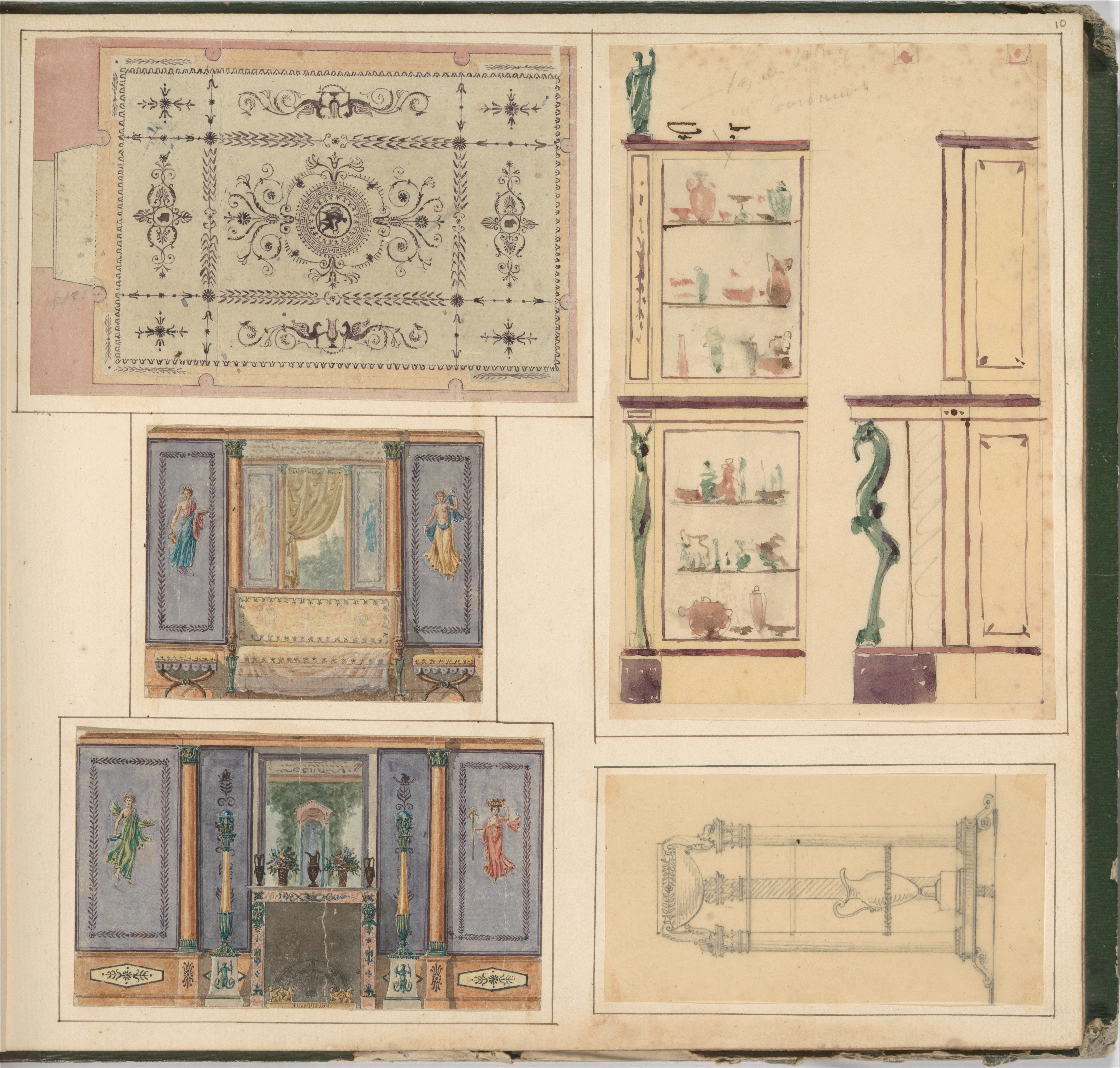
Foglio di album di disegni di mobili e ornamenti architettonici, Metropolitan Museum
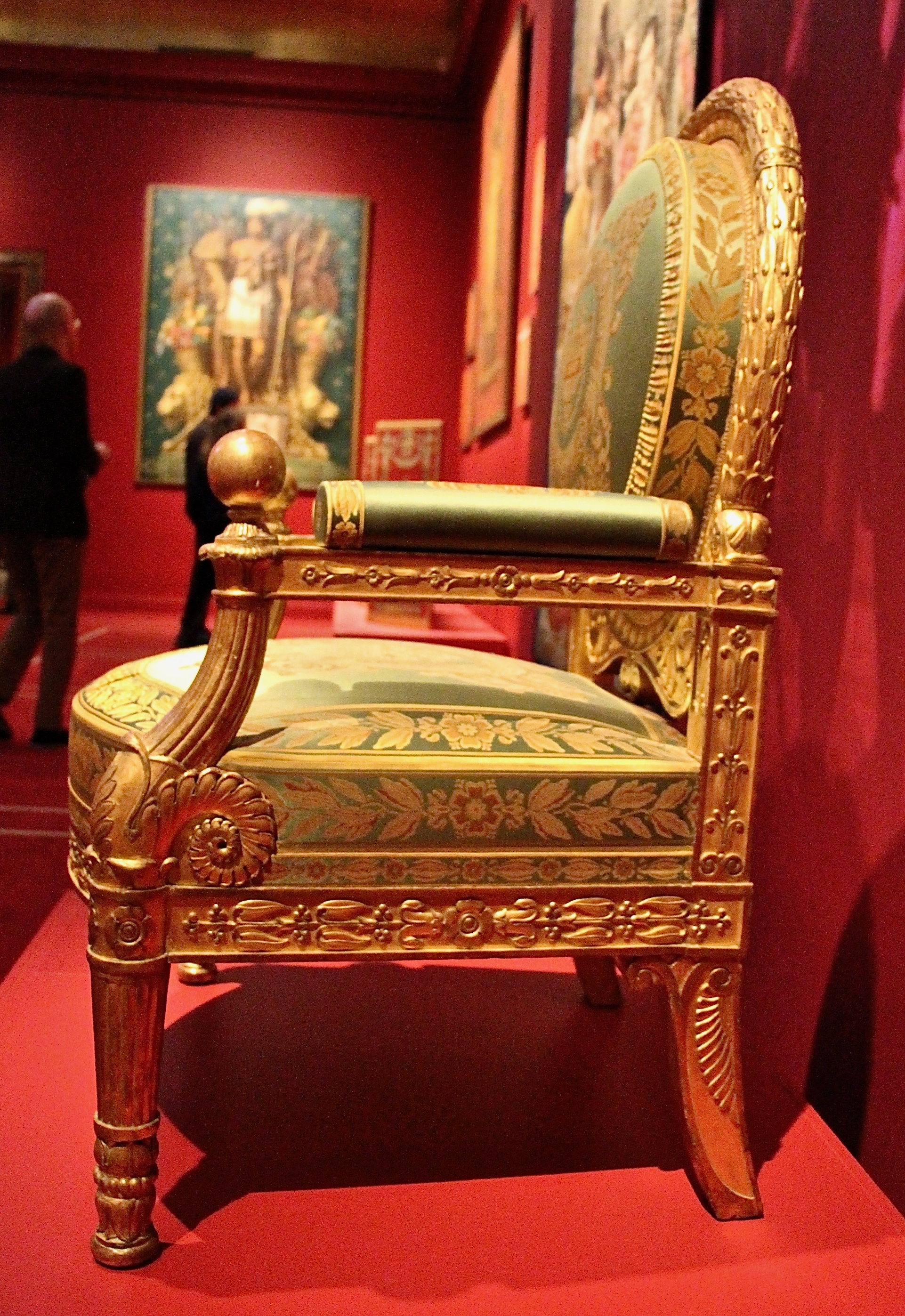
Poltrona da rappresentazione, 1804, Grand salon dell'appartamento del Re di Roma alle Tuileries, destinato all'imperatore e all'imperatrice (1804-1815), legno dorato, seta, Mobilier national, Parigi
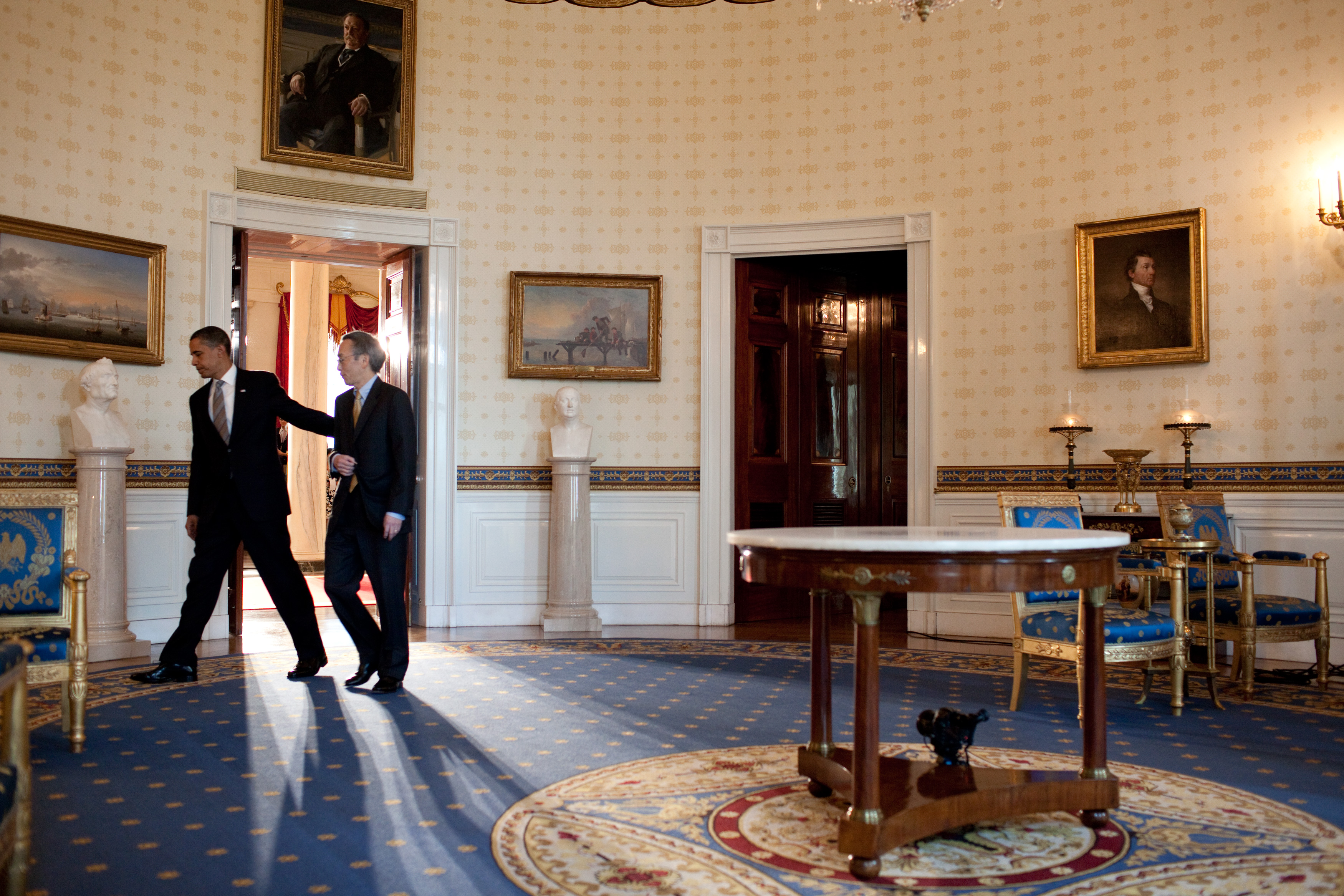
Barack Obama e Steven Chu nella Blue Room